# فالنتين أليكساندرو
فالنتين أليكساندرو (بالرومانية: Valentin Alexandru)‏ (17 سبتمبر 1991 في رومانيا - ) هو لاعب كرة قدم روماني في مركز الهجوم.

## وصلات خارجية
- فالنتين أليكساندرو على موقع قاعدة بيانات كرة القدم.إي يو (الإنجليزية)
- فالنتين أليكساندرو على موقع Soccerway.com (الإنجليزية)